# Democracia orgánica
La democracia orgánica fue uno de los nombres que adoptó el régimen franquista, según el cual la representación se ejercía a través de las instituciones sociales que la dictadura franquista consideraba naturales, como la familia, el municipio y el sindicato vertical. Se puso en práctica, de forma limitada, en 1966, cuando se aprobó la última Ley Fundamental, la Ley Orgánica del Estado. La «democracia orgánica» era contraria a los principios liberales, el parlamentarismo, los partidos políticos y el sufragio universal.

## Teoría
La concepción orgánica de la sociedad se remonta a los estoicos, mientras que su principal teórico moderno fue Althusio. En la Edad Contemporánea, esta idea la hace suya el idealismo alemán con Hegel y otros pensadores menores como Karl Christian Friedrich Krause cuyo discípulo, Heinrich Ahrens, la desarrolló sistemáticamente, siendo uno de los propagandistas más decididos de la filosofía krausista, que tan en boga estuvo en Europa en todo el segundo tercio del siglo XIX y que fue difundida en España por el catedrático Julián Sanz del Río y sus discípulos, Nicolás Salmerón, Federico De Castro y Fernández, Giner de los Ríos, Tapia y tantos otros.
Las democracias son métodos de participación de los gobernados en la adopción de las decisiones públicas. En las democracias orgánicas, se condiciona el ejercicio de cualquier derecho individual a las decisiones tomadas en las corporaciones sociales "tradicionales" como la familia o el municipio, otras relacionadas con el desempeño de las actividades económicas como el sindicato, religiosas como las organizaciones eclesiásticas o el partido único en el plano estrictamente político. Es la realización política del modelo económico conocido como corporativismo,[cita requerida] que fue uno de los principios ideológicos de los fascismos históricos del siglo XX.
Teóricamente, la democracia orgánica presenta lo que podría considerarse elementos aparentes [cita requerida] de movimientos asociativos como el sindicalismo o algunas de las variantes del anarquismo, aunque su modelo histórico más cercano es la organización gremial de la Baja Edad Media, y mientras las ideologías libertarias son asociativas,[cita requerida] las corporativistas son tradicionalistas y férreamente jerárquicas.
El franquismo no se proclamaba como dictadura, sino como democracia orgánica, régimen teorizado en España por socialistas como Fernando de los Ríos, conservadores, liberales como Salvador de Madariaga, progresistas (krausoinstitucionalismo) de la Institución Libre de Enseñanza y monárquicos de Acción Española.

### Organicismo en la II República
Tras la proclamación de la Segunda República Española se creó  una comisión encomendada de  elaborar un anteproyecto de Constitución. El anteproyecto suscrito por Angel Ossorio y Gallardo y principalmente inspirado por Adolfo González Posada responde al esquema orgánico que, siguiendo la línea corporativista del idealismo germano, habían defendido en España los llamados krausistas y algunos de sus herederos.  Proponía un bicameralismo con Senado corporativo: el poder legislativo sería ejercido por un Congreso elegido por sufragio universal en circunscripciones provinciales y por un Senado que representa los intereses sociales organizados.
Esta segunda cámara tendría la siguiente estructura: 

"...El Senado se compondrá de 250 Senadores: 50 elegidos por las Provincias o Regiones con sus Municipios; 50 por las representaciones obreras de los grupos de Agricultura, Industria y Comercio; 50 por las representaciones patronales; 50 por las Asociaciones de profesionales liberales, y otros 50 por las Universidades, Instituciones culturales y confesiones religiosas..."
Anteproyecto de Constitución-

La cámara alta respondía a los dos clásicos criterios orgánicos de representación, el territorial, 50 senadores provinciales y el funcional, 200 senadores de carácter corporativo.
Cabe señalar como, al igual que en las Cortes Españolas se daba el mismo peso a los senadores sindicales que a los patronales, compensados por otros tantos delegados de las profesiones liberales y de las instituciones culturales y religiosas.
La supresión del Senado de España se decidió por 150 votos contra 100 en la sesión de 27 de octubre de 1931. Tras perder la votación, Ossorio acusó a los diputados conservadores y agrarios, que se habían retirado del Parlamento, de no haberle apoyado para impedir el triunfo del unicameralismo que preconizaban los socialistas.

## España franquista
El proceso de institucionalización jurídico-política del régimen franquista como “Estado autoritario y corporativo”, abierto con la primera Ley Fundamental, el Fuero del Trabajo (1938-1939), se concretó en clave organicista a partir de la Ley de Cortes (1942-43). A lo largo de tal proceso, cerrado con la aprobación de la Ley Orgánica del Estado (1966-1967), apareció en el horizonte institucional y doctrinal del Régimen la posibilidad de implantar un tipo de Democracia orgánica en España. A nivel institucional, esta fórmula se desplegó como instrumento representativo en el ámbito jurídico-político (Cortes Españolas, Consejo del Reino) y en el jurídico-social (Sindicalismo vertical, Consejo Económico y Social de España, Corporaciones profesionales).
A diferencia de las democracias liberales, la democracia orgánica consideraba que, en lugar de los denostados partidos políticos, los órganos naturales de asociación eran tres: la familia, donde se nace; el municipio, donde se vive; el sindicato, donde se trabaja.
La denominación «democracia orgánica» surge hacia la mitad de la dictadura, apoyándose en la Ley del Referéndum Nacional (1945), cuando se quería dar un barniz al sistema político corporativista que se había venido desarrollando durante la dictadura, argumentando que tal solución permitía que, sin intervención de partidos políticos, los españoles pudieran participar en la vida política por medio de sus organizaciones naturales.

## Portugal
Otra realización similar se dio en la República Portuguesa bajo el mando de Salazar llamada República Corporativa.